# Иоганн Шлезвиг-Гольштейн-Готторпский
Иоганн X Шлезвиг-Гольштейн-Готторпский (18 марта 1606[…], Замок Готторп, Шлезвиг-Гольштейн — 21 февраля 1655[…], Ойтин, Шлезвиг-Гольштейн) — князь-епископ Любека с 1634 года.

## Жизнь
Сын герцога Иоганна Адольфа Шлезвиг-Гольштейна-Готторпского и племянник предыдущего князя-епископа Любека Иоганна Фридриха, которого он сменил в 1634 году.
Иоганн был первым правителем Любека, который поселился в Ойтинском замке, который постоянно перестраивал и расширял. При дворе он привечал учёных и пытался экономически развивать княжество, однако ему помешала вспышки чумы в 1638 и 1639 годах, а Тридцатилетняя война наложила на страну дополнительное бремя расходов. Датские войска были расквартированы в Ойтине в 1638/1639 и в 1643 годах, а в декабре 1643 года там был размещён целый шведский кавалерийский полк. Княжество-епископство должно было содержать и кормить всех солдат.
Во время переговоров в Оснабрюке, которые привели к заключению Вестфальского мира, существование его епископства было под угрозой: его землю могли передать другому государству в качестве территориальной компенсации за более раннюю аннексию. Иоганну удалось предотвратить это с помощью переговоров.

## Дети
7 января 1640 года Иоганн женился на принцессе Юлии Фелиците (1619—1661), дочери герцога Юлия Фридриха Вюртемберг-Вайльтингенского. Брак был крайне несчастным. Иоганн попытался развестись в 1648 году и, наконец, добился успеха в 1653 году. У супругов было четверо детей:
- Юлий Адольф Фридрих (2 октября 1643 — 3 января 1644)
- Иоганн Юлий Фридрих (17 февраля 1646 — 22 мая 1647)
- Иоганн Август (3 августа 1647 — 29 января 1686)
- Кристина Августа Сабина (4 июня 1642 — 20 мая 1650)